# Cirrhipathes contorta
Cirrhipathes contorta är en korallart som beskrevs av van Pesch 1910. Cirrhipathes contorta ingår i släktet Cirrhipathes och familjen Antipathidae. Inga underarter finns listade i Catalogue of Life.